# Уїла (департамент)
Департамент Уїла (ісп. Departamento de Huila) — департамент у Колумбії. Розташований на південному заході країни, межує з департаментами Толіма, Кундинамарка, Богота, Мета, Какета, Каука і Столичним округом, вкриває територію 19 890 км², 26-тий за розміром в Колумбії. Столиця — місто Нейва. В цьому департаменті починається найдовша річка Колумбії — Маґдалена.
| Колумбія | Це незавершена стаття з географії Колумбії. Ви можете допомогти проєкту, виправивши або дописавши її. |